# Pierre Cormorèche
Pierre Cormorèche, né le 3 décembre 1924 à Montanay (alors dans l'Ain, aujourd'hui dans le Rhône) et mort le 29 novembre 1999 à Montluel, est un agriculteur, un syndicaliste agricole et un homme politique français.

## Carrière
Militant chrétien dans sa jeunesse, par la suite leader paysan, il est l'un des acteurs du renouveau de l’agriculture française de l’après-guerre. Exploitant agricole à Montluel dans l'Ain, il est responsable du CNJA, président de la chambre d'agriculture de l'Ain de 1974 à 1992. Il exerce aussi les fonctions de secrétaire général (1979-89) puis de président (1989-95) de l'Assemblée permanente des chambres d'agriculture.
Sous l'étiquette politique CDS (à partir de 1976) puis UDF-CDS (à partir de 1978), il est maire de Montluel de 1968 à 1999, mais également conseiller général du canton de Montluel de 1969 à 1979, puis de 1985 à 1998.

## Famille
Michel Cormorèche, son frère, exploitant agricole aux Échets, fut suppléant du député de l'Ain, Émile Dubuis[réf. souhaitée].

## Hommages
L'avenue de Montluel sur laquelle se trouve la mairie se nomme Avenue Pierre-Cormorèche.

## Décoration
- Commandeur de l'ordre du Mérite agricole de droit en tant que membre du conseil de l'ordre (1990)[3],[4]